# 宮城県仙台南高等学校
宮城県仙台南高等学校（みやぎけん せんだいみなみこうとうがっこう）は、宮城県仙台市太白区根岸町にある県立高等学校。

## 概要
1977年に開校し、全日制課程で普通科が設置されている。通称は「南高」（みなみこう）。校地は宮城県農業高等学校と宮城県農業短期大学の跡地で、敷地内に兜塚古墳がある。
2016年に制服が変更され、グレーのスラックスまたはスカート、ネクタイではなくなり、オレンジを入れるなど、現代風の制服となった。

## 学校行事
- 4月：入学式
- 5月：運動会
- 6月：前期中間考査
- 7月：OC
- 8月：南高祭
- 9月：前期期末考査、球技大会
- 10月：リーダー研修会、芸術鑑賞会
- 11月：後期中間考査、修学旅行
- 2月：後期期末考査
- 3月1日：卒業式

## 部活動
- 運動部 - 野球、ソフトボール、ソフトテニス、テニス、フェンシング、剣道、卓球、水泳、陸上競技、ハンドボール、バスケットボール、サッカー、弓道、バレーボール
- 文化部 - 放送、美術、文芸、音楽（合唱・吹奏楽）、自然科学、軽音楽、演劇、茶道、海外文化研究クッキング
- 愛好会 - 映画研究、音楽鑑賞

## 著名な卒業生
- 佐々木貴史（実業家、文化人タレント、「リライブシャツ」「リライブウェア」開発者、株式会社りらいぶ代表取締役）
- 長田賢一  (空道家)
- うんぱい  ( AV女優、ライバー、インフルエンサー、TikToker、グラビアアイドル)